# Blepharocorythidae
Famille
Les Blepharocorythidae sont une famille de Ciliés de la classe des Kinetofragminophora et de l’ordre des Trichostomatida.

## Étymologie
Le nom de la famille vient du genre type Blepharocorys, dérivé du grec βλέπω - βλεφαρίς / blépo - blepharís, « regarder - cil ; paupière », et de κορύνη / korýni, « masse, massue ».

## Description
Les Blepharocorythidae sont de petite taille (< 80 μm), de forme, ovoïde, latéralement aplatie, avec un lobe frontal proéminent chez certaines espèces, et un processus distinctif en forme de tire-bouchon chez d'autres. Ils nagent librement dans leur milieu de vie. Leur ciliation somatique est nettement réduite, sous forme de touffes et de bandes. Des vestiges présumés de vacuole de concrétion sont présents uniquement sous la forme des cinétides somatiques sus-jacentes. Les zones buccales, apicales ou subapicales, ont des cils non rétractiles ; les cils buccaux sont discrets, non rétractables, dans le prolongement de la ciliature somatique, formant deux groupes. Leur macronoyau est globuleux à ellipsoïde. Micronoyau et vacuole contractile sont présents. Le cytoprocte est présent en zone postérieure.

## Habitat
Les Blepharocorythidae vivent dans les habitats terrestres, ou comme endocommensaux principalement dans l'intestin postérieur des chevaux, avec quelques espèces chez les éléphants et les bovins.

## Liste des genres
Selon GBIF (15 juin 2023) :
- Blepharocorys Bundle, 1895 genre type
  - Espèce type : Blepharocorys uncinatum (Florentini, 1890) Bundle, 1895
  - Espèce synonyme : Diplodinium uncinatum Florentini, 1890
- Charonina Strand, 1928
- Charonnautes Strelkow, 1939
- Circodinium Wolska, 1971
- Diplodinium Schuberg, 1888 : genre inclus dans les Ophryoscolecidae par Lynn et Taxonomicon.
- Ochoterenaia Chavarria, 1933
- Pararaabena Wolska, 1968
- Raabena Wolska, 1967
- Spirocorys Wolska, 1969

## Systématique
Le nom valide de ce taxon est Blepharocorythidae Hsiung (d), 1929.